# Minute by Minute
Minute by Minute é o oitavo álbum de estúdio da banda The Doobie Brothers, lançado em 1978.
Recebeu uma indicação ao Grammy na categoria Álbum do Ano. A canção "What a Fool Believes" ganhou o prêmio Grammy em duas categorias - música e gravação do ano. Vendeu mais de 3 milhões de cópias só nos EUA (3x platina pela RIAA).

## Faixas
1. "Here to Love You" (McDonald) – 3:58
2. "What a Fool Believes" (McDonald, Kenny Loggins) – 3:41
3. "Minute by Minute" (McDonald, Lester Abrams) – 3:26
4. "Dependin' on You" (Simmons, McDonald) – 3:44
5. "Don't Stop to Watch the Wheels" (Simmons, Baxter, Michael Ebert) – 3:26
6. "Open Your Eyes" (McDonald, Abrams, Henderson) – 3:18
7. "Sweet Feelin'" (Simmons, Templeman) – 2:41
8. "Steamer Lane Breakdown" (Simmons) – 3:24
9. "You Never Change" (Simmons) – 3:26
10. "How Do the Fools Survive?" (McDonald, Carole Bayer Sager) – 5:12

## Integrantes
- Patrick Simmons - guitarra, vocal
- Jeff "Skunk" Baxter - guitarra, steel guitar
- Michael McDonald - teclado, sintetizador, vocal
- Tiran Porter - baixo, vocal
- John Hartman - bateria
- Keith Knudsen - bateria, vocal